# ビデオプレイヤー (ソフトウェア)
ビデオプレイヤーは、メディアプレーヤーの一種で光ディスク（例BD、DVD、VCD）や、対応するフォーマット ファイル、MPEG、 AVI、 RealVideo、およびQuickTimeのデジタルビデオデータを再生する。
ビデオテープレコーダ の一般的な機能である、再生、一時停止、停止、巻戻し、早送りに加え、ズーム／フルスクリーン、音声切替選択、字幕選択およびスクリーンショット機能が含まれる。
ビデオプレイヤーの多くは、デジタルオーディオ の単純再生、および2Dビデオの3D再生に対応している。

## 3D ビデオプレイヤー
3Dビデオプレイヤーは、2Dビデオを3D形式で再生する場合に使用される。
高画質な3D映像を実現するには、動画／ビデオの各フレームにスクリーン内のオブジェクトの奥行き情報を組み込む必要がある。 このプロセスには、特殊な装置を用いて2つの異なる視点からのビデオ撮影またはモデリングが含まれ、また最近のビデオゲームのように、各フレームを対象3Dオブジェクトの頂点とテクスチャーでレンダリングする操作で特殊効果を発揮する。 この操作は複雑で高額な費用がかかるため、この手法により制作された映画は世界中ごく僅かで、大半の映画は従来の2Dイメージのままである。
しかし、これよりもっとシンプルな方法で2D画像に奥行き効果を与えることができる。 アナグリフ処理 (anaglyph processing) として知られる手法を使用することにより、アナグリフメガネ（通常は赤シアン）を通してみた場合、“フラット“な画像を奥行きがあるような錯覚を生じさせるよう変換することができる。 アナグリフメガネを通して見た画像は、若干ゆらめくような色彩により、組み込まれたオブジェクトに隆起および奥行きがあるように見える。 この手法は大変古く、19世紀中頃まで歴史を遡ることができるが 、動画の一連のフレームに正当な速さで、またはビデオの再生のようにリアルタイムでこのような変換が可能になったのは、最近のコンピューター技術の進歩によるものである。 従来の2D ビデオをアナグリフ3Dにレンダリングする実装が3Dビデオプレイヤー,  にはいくつか施されており、ビデオを立体アナグリフに変換し、従来のソフトウェアやハードウェアであるビデオプレイヤーで再生できるようトランスコードを行う3Dビデオ変換形式 ,, 、も実装されている。